# (622111) 2012 KH8
(622111) 2012 KH8 également écrit 2012 KH8 est un astéroïde de la ceinture principale.

## Orbite
Il a un aphélie de 2,648 UA, un périhélie de 2,137 UA et met 3,7 ans pour faire le tour du Soleil. Son inclinaison est de 2,62783° et son excentricité est de 0,1065768.

## Caractéristiques physiques
Il a une magnitude absolue de 18,3.